# Charlotte Matou um Cara
Charlotte Matou um Cara é uma banda de punk rock brasileira criada em 2015, formada somente por mulheres. 
A banda é influenciada pelo movimento riot grrl, pela revolucionária francesa Charlotte Corday (daí o nome da banda) e o feminismo interseccional.
Sua formação atual é composta por Andrea Dip ("Déa") (vocal), Nina Veloso (guitarra), Camila Brandão ("Camis") (baixo) e Dori Onnez (bateria).

## História
A banda foi criada em 2015, inspirada pela banda As Mercenárias.
Em 2016, se apresentaram no encerramento da Caminhada de Mulheres Lésbicas e Bissexuais de São Paulo, no Largo do Arouche.
Em abril de 2017, lançam o primeiro disco da carreira, homônimo, feito de forma independente.
Em 2021, lançam Atentas, financiado por campanha de financiamento coletivo e produzido por Mari Crestani, da Une Queer Band. As faixas refletem o contexto político e social da época, como o negacionismo relacionado ao combate à pandemia do COVID-19 ("Pandemia"); os pedidos de intervenção militar e a apologia ao Golpe de 1964 ("1964"); e o uso compulsivo das redes sociais e o uso das mesmas para discursos de ódios ("Angry People Click More").
Em abril de 2024, se apresentam no Festival Mulheres n@ Punk, em São Paulo, que reuniu as bandas As Mercenárias, Dominatrix, Ratas Rabiosas e Refugiadas, todas lideradas por mulheres e voltadas à sonoridade punk.
Em março de 2025, se apresentaram no Lollapalooza Brasil.

## Integrantes
- Andrea Dip ("Déa") (vocal)
- Nina Veloso (guitarra)
- Camila Brandão ("Camis") (baixo)
- Dori Onnez (bateria)

## Discografia
- Charlotte Matou um Cara (2017)
- Atentas (2021)